# Euxoa malis
Euxoa malis är en fjärilsart som beskrevs av Smith 1900. Euxoa malis ingår i släktet Euxoa och familjen nattflyn. Inga underarter finns listade i Catalogue of Life.